# 纪尧姆·若利
纪尧姆·若利（法語：Guillaume Joli，1985年3月27日—），法国男子手球运动员。他曾代表法国国家队参加2012年夏季奥林匹克运动会手球比赛，结果队伍获得一枚金牌。